# Ralph Lombardo
Ralph Lombardo, detto Ralphie (New York, 9 agosto 1930 – 29 luglio 2022), è stato un mafioso statunitense, importante "uomo d'onore" della Famiglia Colombo.
Secondo le autorità, nella gerarchia della "Famiglia", avrebbe ricoperto il ruolo di "consigliere".

## Biografia
Nel gennaio del 1975, Lombardo viene arrestato e condannato per cospirazione e violazione delle leggi federali, su titoli di borsa e frode informatica. Lombardo, secondo gli inquirenti, è da molti anni il responsabile per conto della Famiglia Colombo delle attività di usura e scommesse a Long Island. Nel 2003 viene condannato con l'accusa di estorsione, gioco d'azzardo, e corruzione di testimoni. 
Dopo la condanna all'ergastolo del boss Joel Cacace avvenuta nel 2004, Lombardo viene promosso "consigliere" ovvero il numero 3 dell'intero clan. Nel luglio del 2006 è stato scarcerato e, secondo le autorità, avrebbe quindi guidato la Famiglia Colombo, al fianco del "reggente" Thomas Gioeli.

## Mafiosi associati
Lombardo avrebbe rapporti di affari e di alleanza con i seguenti mafiosi:
- New York
  - Thomas Gioeli
  - John Franzese
  - Benedetto Aloi
  - Vincenzo Aloi
- New England
  - Ralph De Leo